# Miss Mundo 2009
O Miss Mundo 2009 foi a 59ª edição do concurso de beleza Miss Mundo. O evento aconteceu em Joanesburgo, na África do Sul, no dia 12 de dezembro de 2009, tendo a Miss Gibraltar Kaiane Aldorino sido coroada como a vencedora.
O concurso, que teve 112 participantes de todos os continentes do planeta, foi transmitido em diversos países, através da E!, SABC3, CCTV-1, Zee Cafe, Paris Première, RCTI e Venevisión.

## Resultados
| Resultados              | Candidata |
| ----------------------- | --- |
| Miss Mundo 2009         | - Gibraltar - Kaiane Aldorino |
| Vice-Miss Mundo         | - México - Perla Beltrán |
| 3ª colocada             | - África do Sul - Tatum Keshwar |
| Finalistas (Top 07)     | - Canadá - Lena Ma - Colômbia - Daniela Ramos - França - Chloé Mortaud - Panamá - Nadege Herrera |
| Semifinalistas (Top 16) | - Brasil - Luciana Bertolini - Cazaquistão - Dina Nuraliyeva - Coreia - Kim Joo-ri - Índia - Pooja Chopra - Japão - Eruza Sasaki - Martinica - Ingrid Littré - Polônia - Anna Jamróz - Serra Leoa - Mariatu Kargbo - Vietnã - Trần Thị Hương Giang |

### Outros prêmios
| Prêmio               | Candidata                   |
| -------------------- | --------------------------- |
| Miss Simpatia        | Nepal - Kenisha Morktam     |
| Beleza Praia         | Gibraltar - Kaiane Aldorino |
| Top Model            | México - Perla Beltrán      |
| Beleza Com Propósito | Índia - Pooja Chopra        |

## Candidatas
| Nación               | Representante            | Edad | Estatura (cm) | Estatura (ft) | Residencia          |
| -------------------- | ------------------------ | ---- | ------------- | ------------- | ------------------- |
| África do Sul        | Tatum Keshwar            | 25   | 181           | 5'11.5"       | Durban              |
| Albânia              | Eurela Hoxha             | 24   | 172           | 5'8"          | Tirana              |
| Alemanha             | Alessandra Alores        | 25   | 170           | 5'7"          | Colonia             |
| Angola               | Jesinalda Silva          | 21   | 175           | 5'8"          | Cabinda             |
| Argentina            | Evelyn Lucía Manchón     | 23   | 176           | 5'9.5"        | San Luis            |
| Aruba                | Nuraisa Lispiër          | 24   | 176           | 5'9.5"        | San Nicolaas        |
| Austrália            | Sophie Lavers            | 24   | 176           | 5'8"          | Canberra            |
| Áustria              | Anna Hammel              | 22   | 170           | 5'7"          | Linz                |
| Bahamas              | Joanna Brown             | 18   | 183           | 6'0"          | Grand Bahama        |
| Barbados             | Leah Marville            | 23   | 173           | 5'8"          |                     |
| Belarus              | Lyubov Yakovina          | 18   | 177           | 5'9.5"        | Minsk               |
| Bélgica              | Zeynep Sever             | 20   | 176           | 5'9.5"        | Molenbeek           |
| Belize               | Norma Leticia Lara       | 23   | 175           | 5'8"          | San Pedro           |
| Bolívia              | Flavia Foianini          | 21   | 176           | 5'9"          | Santa Cruz          |
| Bósnia e Herzegovina | Andrea Šarac             | 18   | 176           | 5'9.5"        | Gacko               |
| Botsuana             | Sumaiyah Marope          | 23   | 175           | 5'8"          | Gaborone            |
| Brasil               | Luciana Bertolini        | 24   | 176           | 5'9.5"        | Belo Horizonte      |
| Bulgária             | Antonia Petrova          | 25   | 180           | 5'11"         | Pernik              |
| Canadá               | Lena Ma                  | 22   | 179           | 5'10.5"       | North York          |
| Cazaquistão          | Symbat Madyarova         | 18   | 175           | 5'8"          | Almaty              |
| China                | Yu Sheng                 | 22   | 174           | 5'8"          | Anhui               |
| Chipre               | Christalla Tsiali        | 19   | 169           | 5'6.5"        | Lárnaca             |
| Colômbia             | Daniela Ramos            | 21   | 175           | 5'9"          | Bogotá              |
| Coreia do Sul        | Kim Joo-ri               | 21   | 172           | 5'7"          | Seúl                |
| Costa do Marfim      | Rosine Gnago             | 21   | 170           | 5'7"          | Yamusukro           |
| Costa Rica           | Angie Alfaro             | 18   | 174           | 5'8"          | Alajuela            |
| Croácia              | Ivana Vasilj             | 21   | 180           | 5'11"         | Colonia             |
| Curaçao              | Chantalle Thomassen      | 24   | 180           | 5'11"         | Willemstad          |
| Dinamarca            | Nadia Ulbjerg Pedersen   | 25   | 174           | 5'8.5"        | Copenhague          |
| Egito                | Yara Naoum               | 21   | 176           | 5'9.5"        | El Cairo            |
| El Salvador          | Elena Tedesco            | 18   | 165           | 5'5.5"        | San Salvador        |
| Equador              | Gabriela Ulloa           | 22   | 180           | 5'11"         | Esmeraldas          |
| Escócia              | Katharine Brown          | 22   | 180           | 5'11"         | Dunblane            |
| Eslováquia           | Barbora Franeková        | 20   | 178           | 5'10"         | Žilina              |
| Eslovênia            | Tina Petelin             | 23   | 179           | 5'10.5"       | Maribor             |
| Espanha              | Carmen Laura García      | 22   | 180           | 5'11"         | Pinos Puente        |
| Estados Unidos       | Brittany Mason           | 22   | 178           | 5'10.5"       | Anderson            |
| Etiópia              | Lula Weldegebriel        | 22   | 175           | 5'9"          | Adís Abeba          |
| Filipinas            | Marie-Ann Umali          | 22   | 173           | 5'8"          | Batangas            |
| Finlândia            | Sanna Kankaanpää         | 23   | 173           | 5'8"          | Turku               |
| França               | Chloé Mortaud            | 20   | 180           | 5'11"         | Bénac               |
| Gales                | Lucy Whitehouse          | 22   | 168           | 5'6"          | Barry               |
| Gana                 | Mawuse Appea             | 22   | 180           | 5'11"         | Legon               |
| Georgia              | Tsira Suknidze           | 19   | 182           | 5'11.5"       | Chiatura            |
| Gibraltar            | Kaiane Aldorino          | 23   | 174           | 5'9.5"        | Gibraltar           |
| Grécia               | Alkisti Anyfanti         | 23   | 176           | 5'9.5"        | Atenas              |
| Guadalupe            | Béatrice Blaise          | 20   | 180           | 5'11"         | Basse-Terre         |
| Guatemala            | Alida Boer               | 24   | 1.80          | 5'5"          | Ciudad de Guatemala |
| Guiana               | Imarah Radix             | 24   | -             | -             | Georgetown          |
| Honduras             | Blaise Masey             | 20   | 170           | 5'7"          | San Pedro Sula      |
| Hong Kong            | Sandy Lau                | 23   | 160           | 5'3.5"        | Hong Kong           |
| Hungria              | Orsolya Serdült          | 22   | 175           | 5'9"          | Budapest            |
| Índia                | Pooja Chopra             | 24   | 173           | 5'8"          | Pune                |
| Indonésia            | Karenina Sunny Halim     | 23   | 167           | 5'6"          | Yakarta             |
| Inglaterra           | Rachel Christie          | 21   | 178           | 5'10"         | Londres             |
| Irlanda              | Laura Patterson          | 19   | 173           | 5'8"          | Derry               |
| Irlanda do Norte     | Cherie Gardiner          | 18   | 182           | 5'11.5"       | Bangor              |
| Islândia             | Guðrún Dögg Rúnarsdóttir | 18   | 182           | 5'11.5"       | Akranes             |
| Israel               | Adi Rodnitzky            | 20   | 170           | 5'7.5"        | Tel Aviv            |
| Itália               | Alice Taticchi           | 19   | 184           | 6'0.5"        | Perugia             |
| Jamaica              | Kerrie Baylis            | 21   | 179           | 5'10.5"       | Surrey              |
| Japão                | Eruza Sasaki             | 21   | 174           | 5'8.5"        | Tottori             |
| Letônia              | Ieva Lase                | 21   | 178           | 5'10"         | Riga                |
| Líbano               | Martine Andraos          | 19   | 175           | 5'9"          | Beirut              |
| Libéria              | Shu-rina Wiah            | 21   | 175           | 5'9"          | Monrovia            |
| Lituânia             | Vaida Petraškaitė        | 23   | 170           | 5'7"          | Kaunas              |
| Luxemburgo           | Diana Nilles             | 21   | 183           | 5'10.5"       | Walferdange         |
| Macedônia            | Suzana Al-Salkini        | 25   | 176           | 5'9.5"        | Skopie              |
| Malásia              | Thanuja Ananthan         | 23   | 180           | 5'11"         | -                   |
| Malta                | Shanel Debattista        | 23   | 171           | 5'7"          | Pieta               |
| Martinica            | Ingrid Littré            | 21   | 178           | 5'10"         | Fort-de-France      |
| Maurício             | Anaïs Veerapatren        | 23   | 178           | 6'0"          | Curepipe            |
| México               | Perla Beltrán            | 23   | 178           | 5'10"         | Culiacán            |
| Moldávia             | Maria Bragaru            | 18   | 178           | 5'10"         | Chisinau            |
| Mongólia             | Saruul B.                | -    | -             | -             | Ulán Bator          |
| Montenegro           | Marijana Pokrajac        | 22   | 179           | 5'10.5"       | Podgorica           |
| Namíbia              | Happie Ntelamo           | 21   | 185           | 6'1"          | Katima Mulilo       |
| Nepal                | Zenisha Moktan           | 20   | 168           | 5'6"          | Katmandú            |
| Nigéria              | Glory Chuku              | 24   | 178           | 6'0.5"        | Lafia               |
| Noruega              | Sara Skjoldnes           | 18   | 170           | 5'7"          | Skien               |
| Nova Zelândia        | Magdalena Schoeman       | 19   | 172           | 5'8"          | Christchurch        |
| Países Baixos        | Avalon-Chanel Weyzig     | 19   | 175           | 5'9"          | Zwolle              |
| Panamá               | Nadege Herrera           | 22   | 182           | 5'11.5"       | Panamá              |
| Paraguai             | Tamara Sosa              | 20   | 182           | 5'11.5"       | Asunción            |
| Peru                 | Claudia Carrasco         | 21   | 174           | 5'8.5"        | Cuzco               |
| Polinésia Francesa   | Nanihi Bambridge         | 19   | 171           | 5'7.5"        | Papeete             |
| Polônia              | Anna Jamróz              | 22   | 179           | 5'10.5"       | Rumia               |
| Portugal             | Marta Cadilha            | 23   | 178           | 5'10"         | Lisboa              |
| Porto Rico           | Jennifer Colón           | 21   | 173           | 5'8"          | Bayamón             |
| Quênia               | Fiona Konchella          | 20   | 172           | 5'8"          | Nairobi             |
| República Dominicana | Ana Contreras            | 25   | 169           | 5'6.5"        | Bayaguana           |
| República Tcheca     | Aneta Vignerová          | 21   | 180           | 5'11"         | Havirov             |
| Romênia              | Loredana Violeta Salanta | 18   | 178           | 5'10"         | Bistrita            |
| Rússia               | Ksenia Shipilova         | 18   | 175           | 5'8.5"        | Ivánovo             |
| Sérbia               | Jelena Marković          | 21   | 175           | 5'9"          | Užice               |
| Serra Leoa           | Mariatu Kargbo           | 24   | 173           | 5'8"          | Freetown            |
| Singapura            | Pilar Carmelita Arlando  | 20   | 169           | 5'6.5"        | Singapur            |
| Sri Lanka            | Gamya Wijayadasa         | 22   | 165           | 5'5"          | Malabe              |
| Suazilândia          | Nompilo Mncina           | 23   | 178           | 5'10"         | Mbabane             |
| Suíça                | Linda Fäh                | 21   | 177           | 5'10"         | Benken              |
| Suriname             | Zoureena Rijger          | 18   | 175           | 5'9"          | Paramaribo          |
| Tanzânia             | Miriam Gerald            | 21   | 172           | 5'8"          | Mwanza              |
| Trinidade e Tobago   | Ashanna Arthur           | 21   | 173           | 5'8"          | Glencoe             |
| Turquia              | Ebru Şam                 | 19   | 175           | 5'9"          | Alemania            |
| Ucrânia              | Evgeniya Tulchevskaya    | 19   | 178           | 5'10"         | Dnipropetrovsk      |
| Uganda               | Maria Namiiro            | 21   | 172           | 5'8"          | Londres             |
| Uruguai              | Claudia Vanrell          | 21   | 176           | 5'9.5"        | Montevideo          |
| Venezuela            | María Milagros Véliz     | 23   | 178           | 5'10"         | Guacara             |
| Vietnã               | Trần Thị Hương Giang     | 22   | 178           | 5'10"         | Hai Duong           |
| Zâmbia               | Sekwila Mumba            | 23   | 174           | 5'8.5"        | Kabwe               |
| Zimbábue             | Vanessa Sibanda          | 21   | 177           | 5'10"         | Harare              |

## Desistências

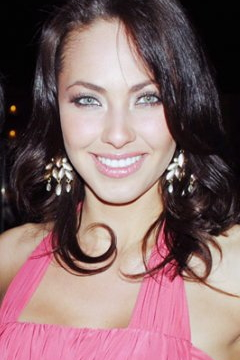
Perla, a Miss México que deu a 6ª classificação seguida para seu país. Ela ficou em 2º lugar no concurso.

- Antígua e Barbuda
- Chile
- Ilhas Cayman
- República Democrática do Congo
- Santa Lúcia
- Seicheles
- São Cristóvão e Neves
- Taiwan

## Curiosidades
- Gibraltar classificou pela primeira vez no concurso e acabou vencendo a competição;
- México se classificou pela sexta vez seguida;
- África do Sul conseguiu se classificar entre as finalistas pelo segundo ano consecutivo;
- Cazaquistão conseguiu se classificar pela segunda vez na história neste concurso;
- Panamá conseguiu sua melhor colocação neste concurso com a 3ª posição de Nadege.